# هرمانوف (ناحیه ژدار ناد سازاوو)
هرمانوف (به چکی: Heřmanov) یک منطقهٔ مسکونی در جمهوری چک است که در ناحیه ژدار ناد سازاووو واقع شده‌است. هرمانوف ۵٫۳۷ کیلومتر مربع مساحت و ۲۱۵ نفر جمعیت دارد و ۵۹۰ متر بالاتر از سطح دریا واقع شده‌است.